# Gewoon stierenkopje
Het gewoon stierenkopje (Panamomops sulcifrons) is een spinnensoort in de taxonomische indeling van de hangmatspinnen (Linyphiidae).
Het dier behoort tot het geslacht Panamomops. De wetenschappelijke naam van de soort werd voor het eerst geldig gepubliceerd in 1834 door Wider.